# Bekir Barçın
Bekir Barçın (* 1. Januar 1949 in Trabzon) ist ein ehemaliger türkischer Fußballspieler und -trainer. Er war ein wichtiges Mitglied jener Mannschaft Trabzonspors, die als erstes anatolisches Team die türkische Meisterschaft gewinnen konnte. Barçın gehörte damit sechs Spielzeiten zu jener großen Mannschaft von Trabzonspor, die besser bekannt ist als Karadeniz Fırtınası und ein Jahrzehnt den türkischen Fußball dominierte.

## Karriere

### Verein
Die Anfänge von Barçıns Fußballkarriere sind undokumentiert. Im Sommer 1972 wurde er beim Zweitligisten Trabzonspor, dem stärksten Verein seiner Heimatstadt, in den Profikader aufgenommen. Dieser Verein wurde fünf Jahre zuvor durch die Fusion mehrerer örtlicher Vereine gegründet und hatte die Absicht, mit örtlichen Talenten die Stadt Trabzonspor in der 1. Lig zu repräsentieren. In seiner ersten Saison absolvierte Barçın acht Ligaspiele und ein Pokalspiel für sein Team. Sein Verein lieferte sich in der Saison 1972/73 über die gesamte Saison ein Kopf-an-Kopf-Rennen um die Meisterschaft mit Kayserispor. Am Saisonende unterlag Barçıns Mannschaft punktgleich mit Kayserispor aufgrund eines weniger erzielten Tores. In der nächsten Saison steigerte Barçın seine Ligaeinsätze auf 19 Spiele. Sein Verein führte über den Großteil der Saison souverän die Liga an, erreichte zum Saisonende die Meisterschaft der 2. Lig und damit den lang ersehnten Aufstieg in die 1. Lig. Neben dem Aufstieg erreichte die Mannschaft zum ersten Mal in der Vereinsgeschichte das Türkische Pokalfinale. Dadurch war Barçın Teil jener Mannschaft, die als erster Zweitligist das Pokalfinale erreichte.
Die erste Saison in der höchsten türkischen Spielklasse verlief für Barçın gut, so steigerte er seine Einsätze, trotz der höheren Liga auf 23 Spiele und war in 19 Spielen in der Startelf. Seine Mannschaft belegte den neunten Tabellenplatz. In der zweiten Erstligasaison erreichte man völlig überraschend die Meisterschaft. Bis zu dieser Saison entschieden die drei großen Istanbuler Vereine Beşiktaş Istanbul, Fenerbahçe Istanbul und Galatasaray Istanbul die Meisterschaft der Süper Lig unter sich. Zwar verfehlte mit Eskişehirspor ein anderer anatolischer Verein dreimal knapp die Meisterschaft, jedoch blieb der Bann bestehen. Erst mit Trabzonspors Meisterschaft wurde er gelöst. Daneben holte die Mannschaft in dieser Saison den Präsidenten-Pokal und den Premierminister-Pokal. Barçın absolvierte in dieser Spielzeit die meisten Pflichtspieler seiner Mannschaft und schaffte es auch in die türkische Nationalmannschaft. Er gehörte damit drei Spielzeiten zu jener großen Mannschaft von Trabzonspor, die besser bekannt ist als Karadeniz Fırtınası und das nächste Jahrzehnt im türkischen Fußball dominierte. In der Saison 1976/77 gelang seinem Verein neben der Titelverteidigung in der türkischen Meisterschaft auch der erste Titel im Türkischen Pokal. Damit gehörte Barçın auch zu der Mannschaft die den ersten türkischen Double-Sieg der Vereinsgeschichte holte. Nach diesem sehr erfolgreichen zwei Spielzeiten vergab Trabzonspor erst in der Spielzeit 1977/78 mit einem Punkt Unterschied die Meisterschaft an Fenerbahçe, konnte aber die zwei übrigen Pokale holen. Unter anderem gelang mit dem Sieg im Türkischen Pokal die erste Titelverteidigung der Vereinsgeschichte. Während Barçın in der zweiten Meisterschaftssaison, der Saison 1976/77, seinen Platz innerhalb der Mannschaft weiter festigte, verlor er in der Saison 1977/78 seinen Stammplatz und absolvierte zehn Ligaspiele.
Trabzonspor geriet 1978 in große finanzielle Schwierigkeiten und sah die Lösung darin, einige Stars zu verkaufen. Außerdem wollte man in der Mannschaft eine Revision schaffen. Barçın der in der letzten Saison seinen Stammplatz verloren hatte, wurde auf die Verkaufsliste gesetzt. So wechselte Barçın im Sommer 1978 zum Zweitligisten Rizespor. Mit diesem Verein gelang ihm in der Saison 1978/79 die Meisterschaft und damit der Aufstieg in die 1. Lig. Nach diesem Erfolg verließ er Rizespor wieder.
Der weitere Karriereverlauf Barçıns ist nicht weiter dokumentiert.

### Nationalmannschaft
Barçın wurde im März 1977 vom Nationaltrainer Metin Türel im Rahmen eines Balkan-Cup-Spiels gegen die Rumänische Nationalmannschaft zum ersten Mal in seiner Karriere für das Aufgebot der türkischen Nationalmannschaft nominiert. In dieser Partie gab er sein Länderspieldebüt.

## Trainerkarriere
Barçın arbeitete in der Saison 1989/90 beim Drittligisten Ercişspor als Cheftrainer.

## Erfolge
Mit Trabzonspor
- Meister der TFF 1. Lig und Aufstieg in die Süper Lig: 1973/74
- Türkischer Meister: 1975/76, 1976/77
- Türkischer Pokalsieger: 1976/77, 1977/78
- Türkischer Pokalfinalist: 1973/74, 1974/75
- Präsidenten-Pokalsieger: 1976/77, 1977/78
- Premierminister-Pokalsieger: 1977/78

Mit Rizespor
- Meister der TFF 1. Lig und Aufstieg in die Süper Lig: 1978/79